# 斯克拉格利夫卡
49°56′33″N 28°32′34″E / 49.94250°N 28.54278°E
斯克拉格利夫卡（烏克蘭語：Скраглівка），是烏克蘭的村落，位於該國北部日托米爾州，由別爾季切夫區負責管轄，始建於1512年，面積4.73平方公里，海拔高度222米，2001年人口1,512，人口密度每平方公里319.8人。